# Velvet Colección
Velvet Velvet : Un Noël pour se souvenir
Velvet Colección, ou Velvet Collection en France et en Italie, est une série télévisée espagnole, dérivée de la série Velvet. Il s'agit en effet du spin-off de la série haute-couture produite par les mêmes studios que la première série.
La première saison est diffusée entre le 22 septembre 2017 et le 26 novembre 2017 sur la chaine Movistar+, la première saison est disponible depuis le 31 mars 2018 sur Netflix en Espagne et elle sort en DVD en France le 4 septembre 2018, elle est commercialisée par Showshank Films et les studios Arcadès. Elle est par la suite diffusée sur le VOD : MyCanal. En Italie, la série est diffusée sur Rai 1.
La seconde saison est diffusée à partir du 13 septembre 2018 sur la chaine Movistar+. Elle est disponible depuis le 14 février 2019 sur Netflix.
La série se conclut avec le film : Velvet : Un Noël pour se souvenir (Una Navidad para recordar).

## Synopsis
Nous sommes en 1967. Après avoir passé 5 ans à New York avec Alberto et leur fils, Ana Ribera revient en Espagne pour donner une nouvelle direction à son projet. Alberto et elle ont dirigé l’entreprise à distance et ont réussi, avec l’aide de tous leurs collègues et amis, à faire en sorte que Velvet reste une référence en matière de mode et d’innovation.
L’entreprise a ouvert une succursale à Barcelone, les personnages emblématiques quittent Madrid pour s’y installer et continuer l’expansion de Velvet avec, pour certains, la nostalgie du passé.

## Distribution

### Acteurs principaux

#### Saison 1
- Marta Hazas : Clara Montesinos Martín
- Asier Etxeandía : Raúl de la Riva
- Adrián Lastra : Pedro Infantes
- Diego Martín : Enrique Otegui
- Fernando Guallar : Sergio Godó Rey
- Llorenç González : Jonás Infantes
- Megan Montaner : Elena
- Mónica Cruz : Carmela Cortés
- Marta Torné (es) : Paloma
- Andrea Duro : Marie Leduc
- Ignacio Montes (es) : Manolitio
- Paula Usero : Inés
- Lucía Díez : Lourditas
- Aitana Sánchez-Gijón : Blanca Soto Fernández
- Adriana Ozores : Macarena Rey
- Imanol Arias : Eduard Godó

#### Saison 2
- Andrés Velencoso : Omar Ahmadi
- Karim El-Kerem : secrétaire d'Omar Ahmadi
- Marian Álvarez : Diana
- Manuela Velasco : Critina Otegui
- Marisa Berenson : Psychiatre de Cristina
- Miriam Giovanelli : Patricia Marques
- Javier Rey : Mateo Ruiz Lagasca
- Noelia Castaño (es) : Farah Diba
- Aia Kruse : Juliette

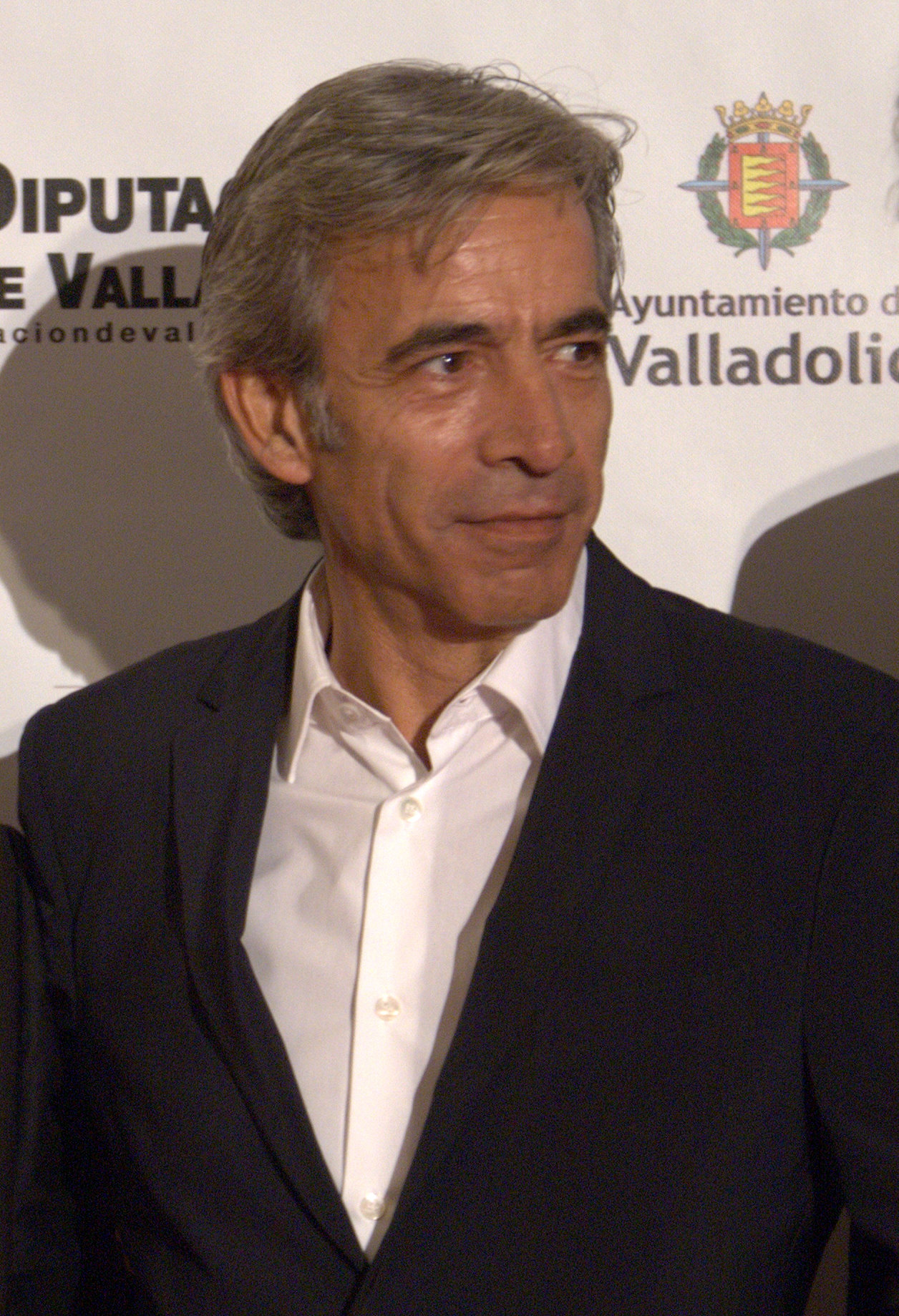
Imanol Arias interprète de Eduard Godó
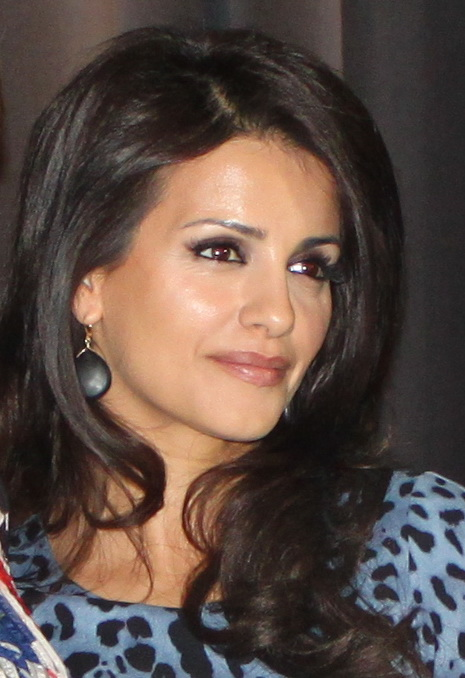
Mónica Cruz interprète de Carmela Cortés
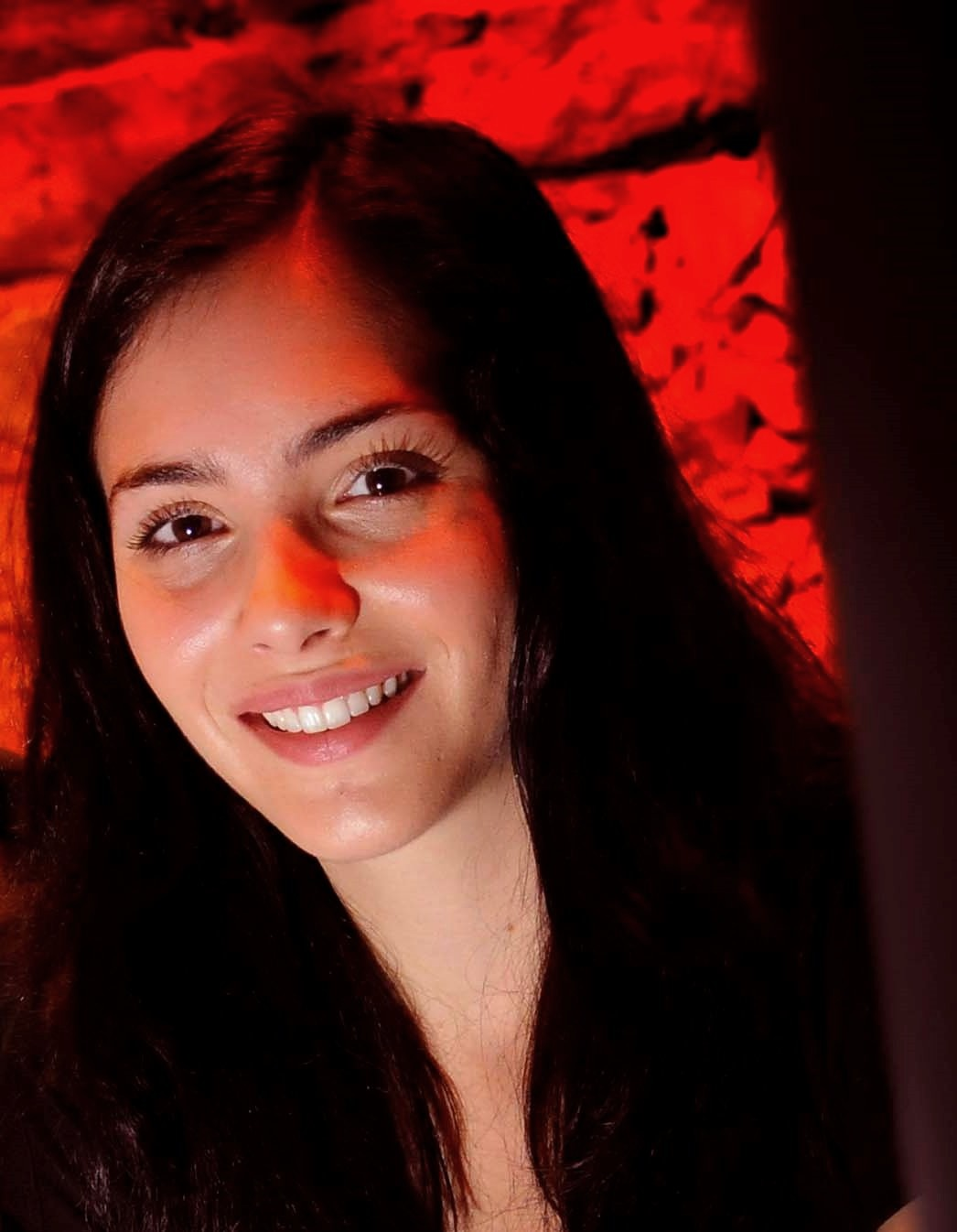
Andrea Duro interprète de Marie Leduc
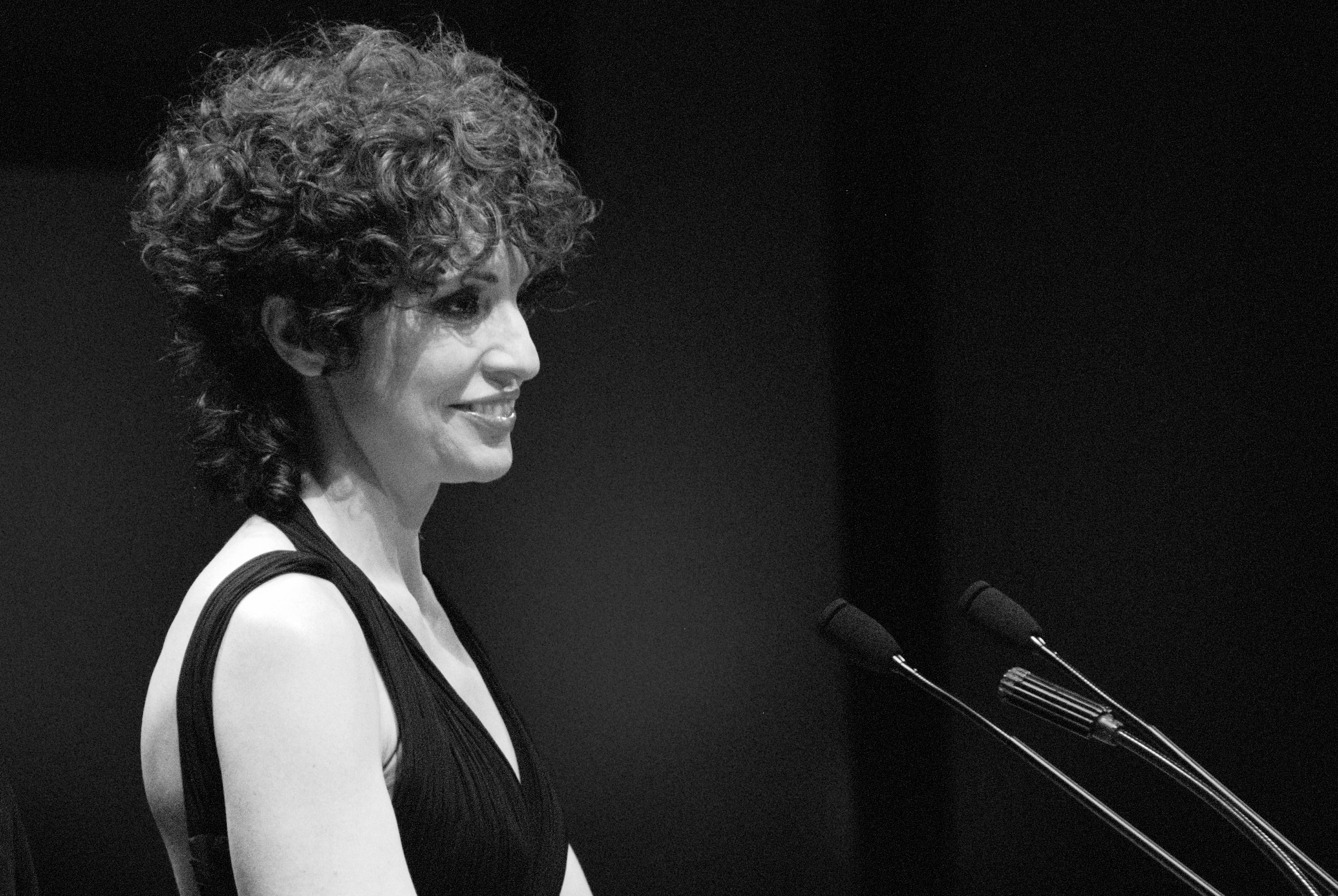
Adriana Ozores interprète de Macarena Rey
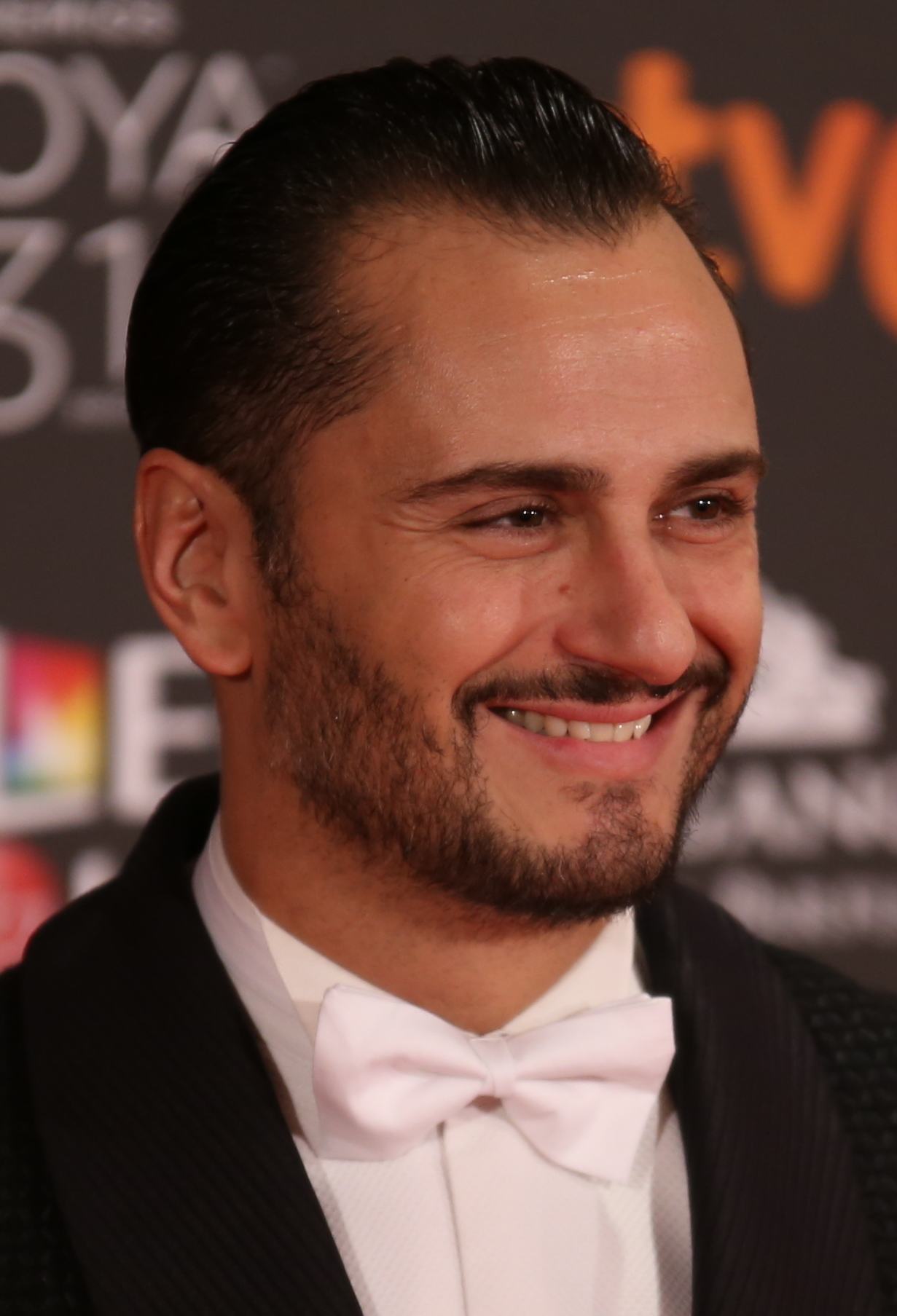
Asier Etxeandía interprète de Raúl de la Riva
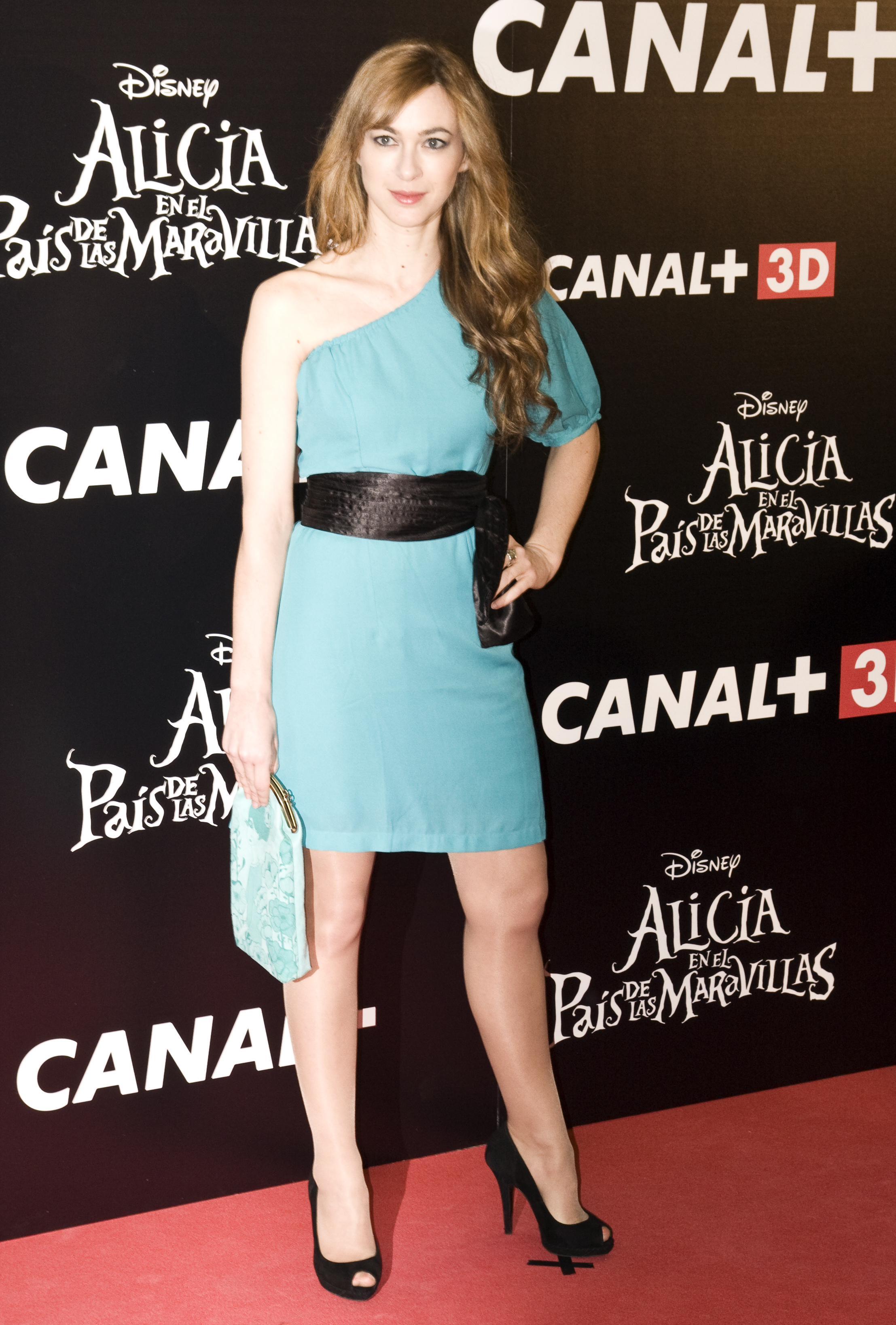
Marta Hazas interprète de Clara Montesinos Martín
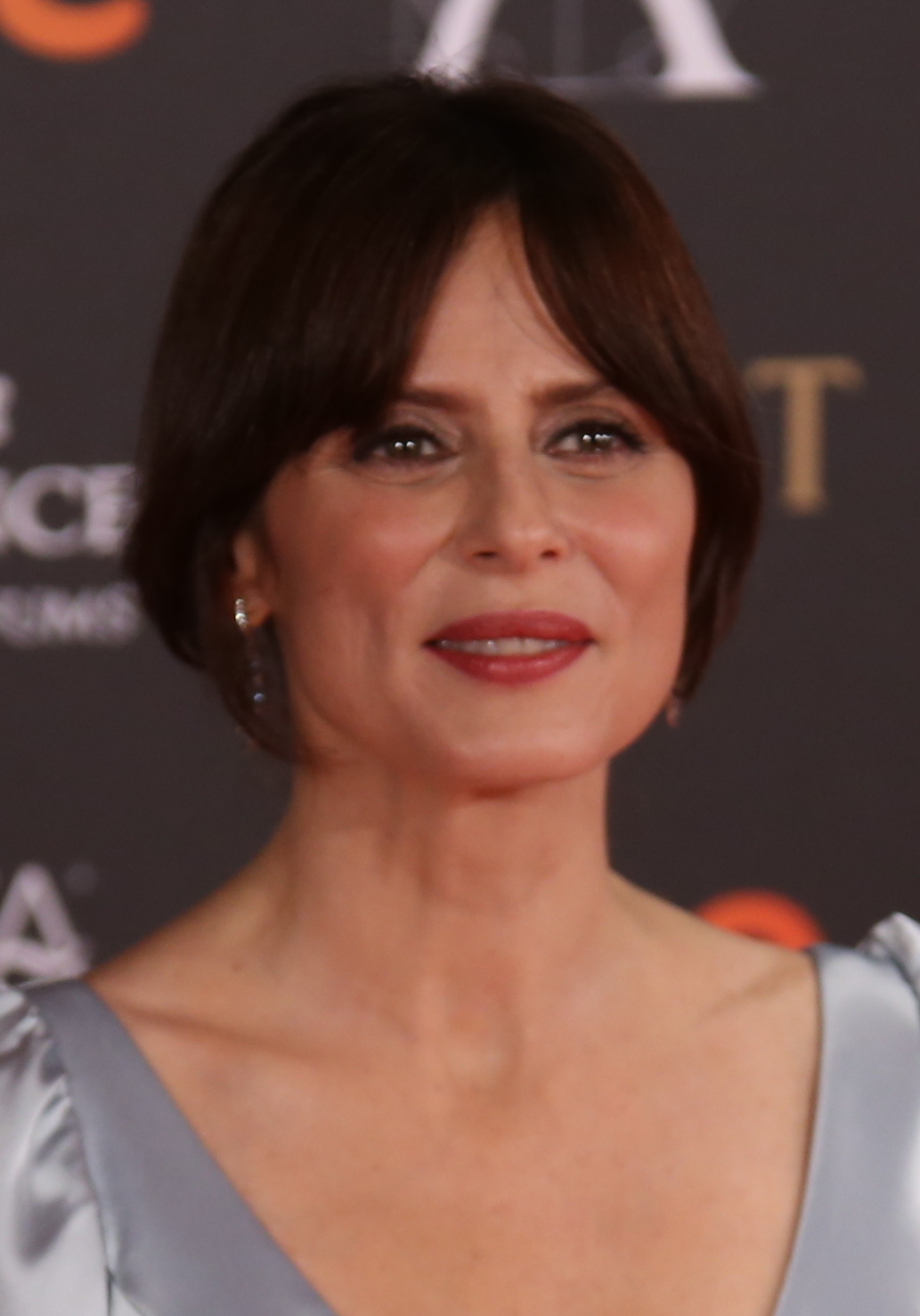
Aitana Sánchez-Gijón interprète de Blanca Soto
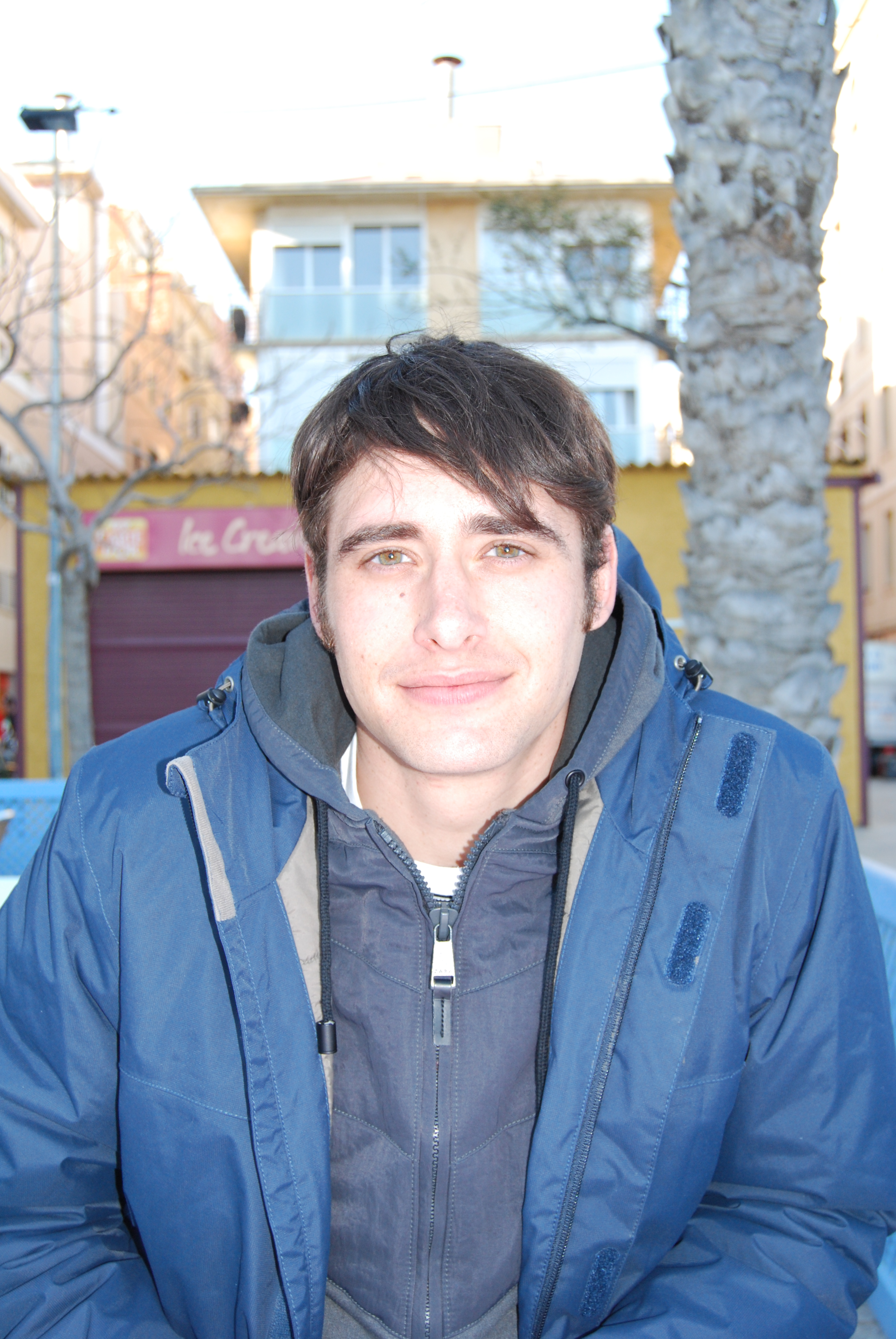
Llorenç González interprète de Jonás Infantes
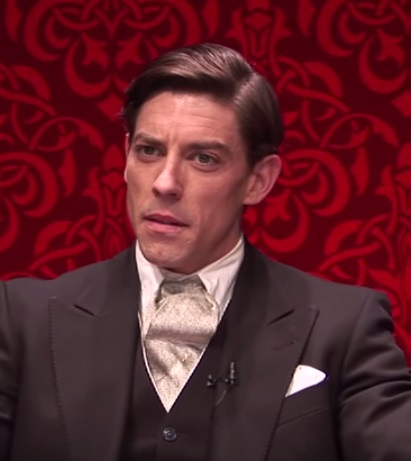
Adrián Lastra interprète de Pedro Infantes
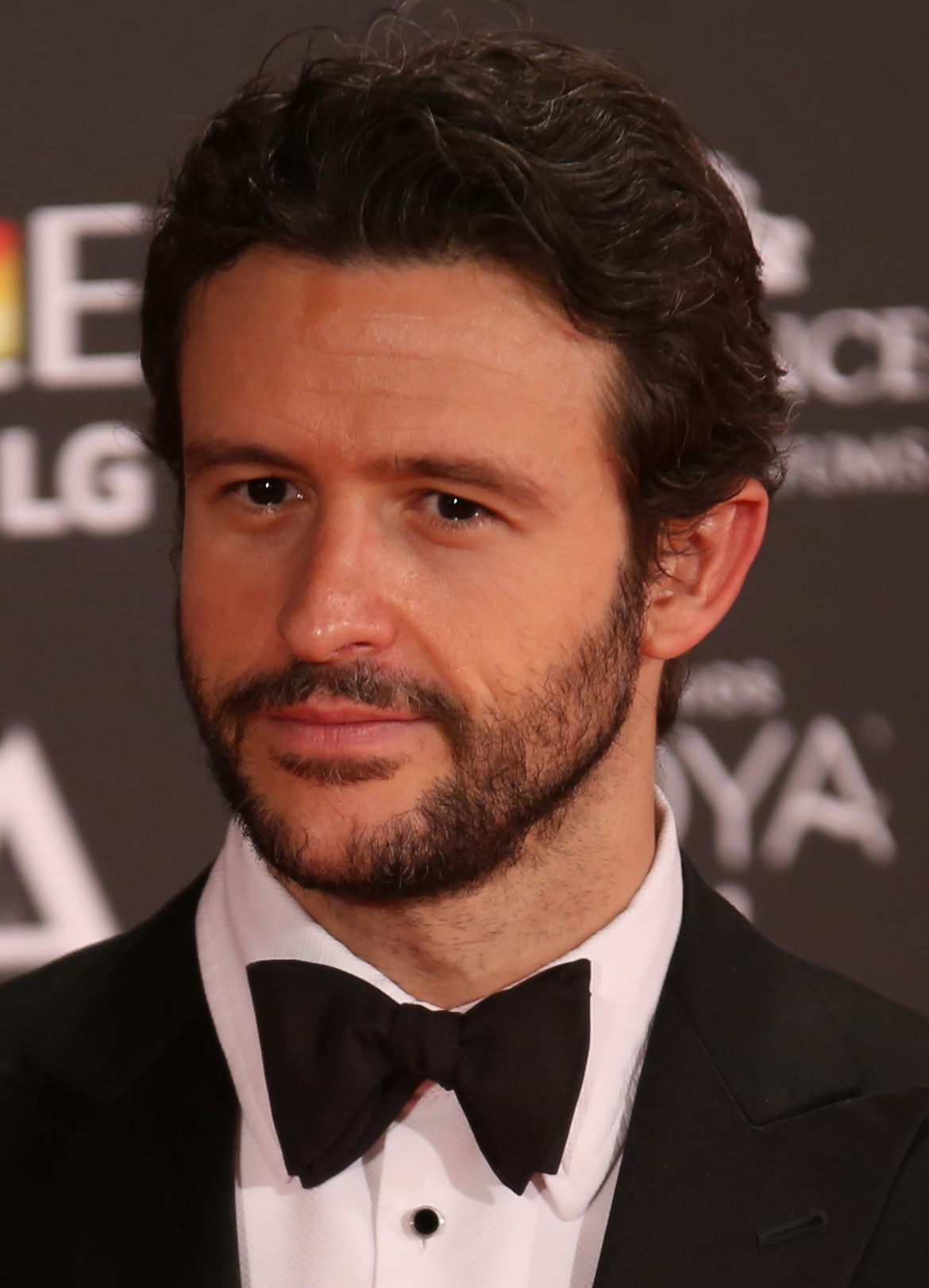
Diego Martín interprète de Enrique Otegui
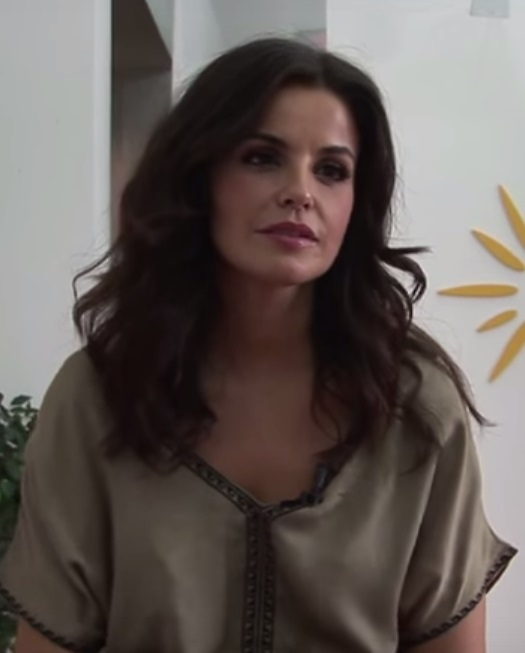
Marta Torné interprète de Paloma

### Acteurs récurrents

#### Saison 1
- Paula Echevarría : Ana Ribera López
- José Sacristán : Emilio Lopez
- Amaia Salamanca : Bárbara de Senillosa
- Patricia Conde : Brigitte Bardot
- Daniel Muriel (es) : Antonio Godino (récurrent saison 1 et 2)
- Álvaro Rico : Nicolás

#### Saison 2
- Aia Kruse : Juliette
- Noelia Castaño : Farah Diba
- Dani Muriel : Antonio Godino
- Raúl Fernández de Pablo : Jesús Navarro

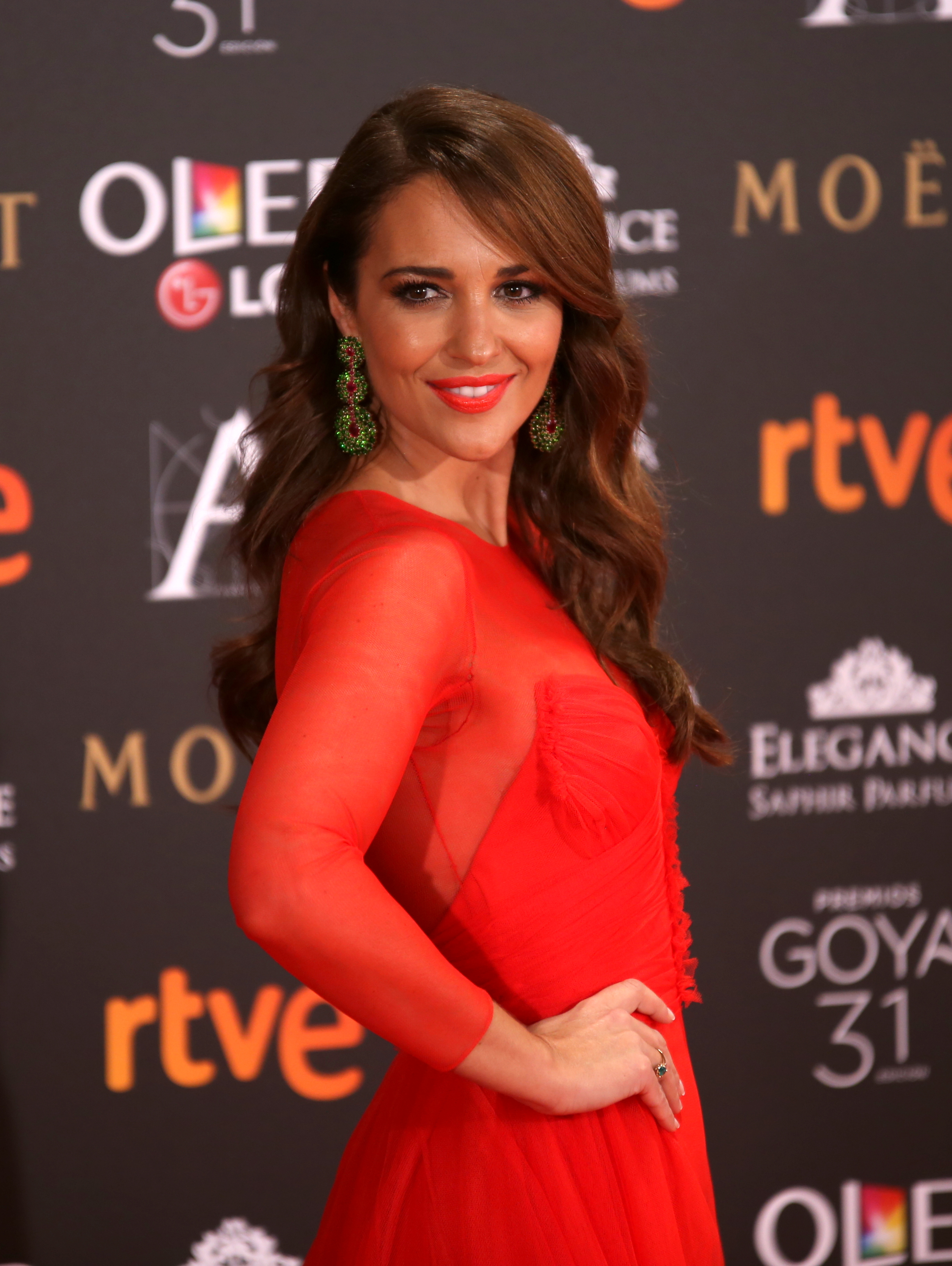
Paula Echevarría interprète de Ana Ribera López
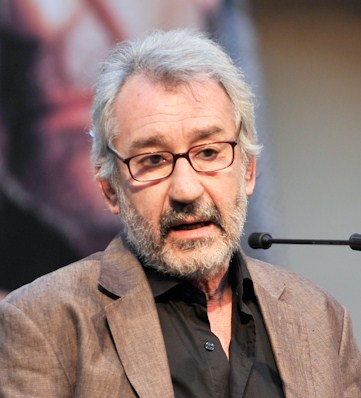
José Sacristán interprète de Emilio López
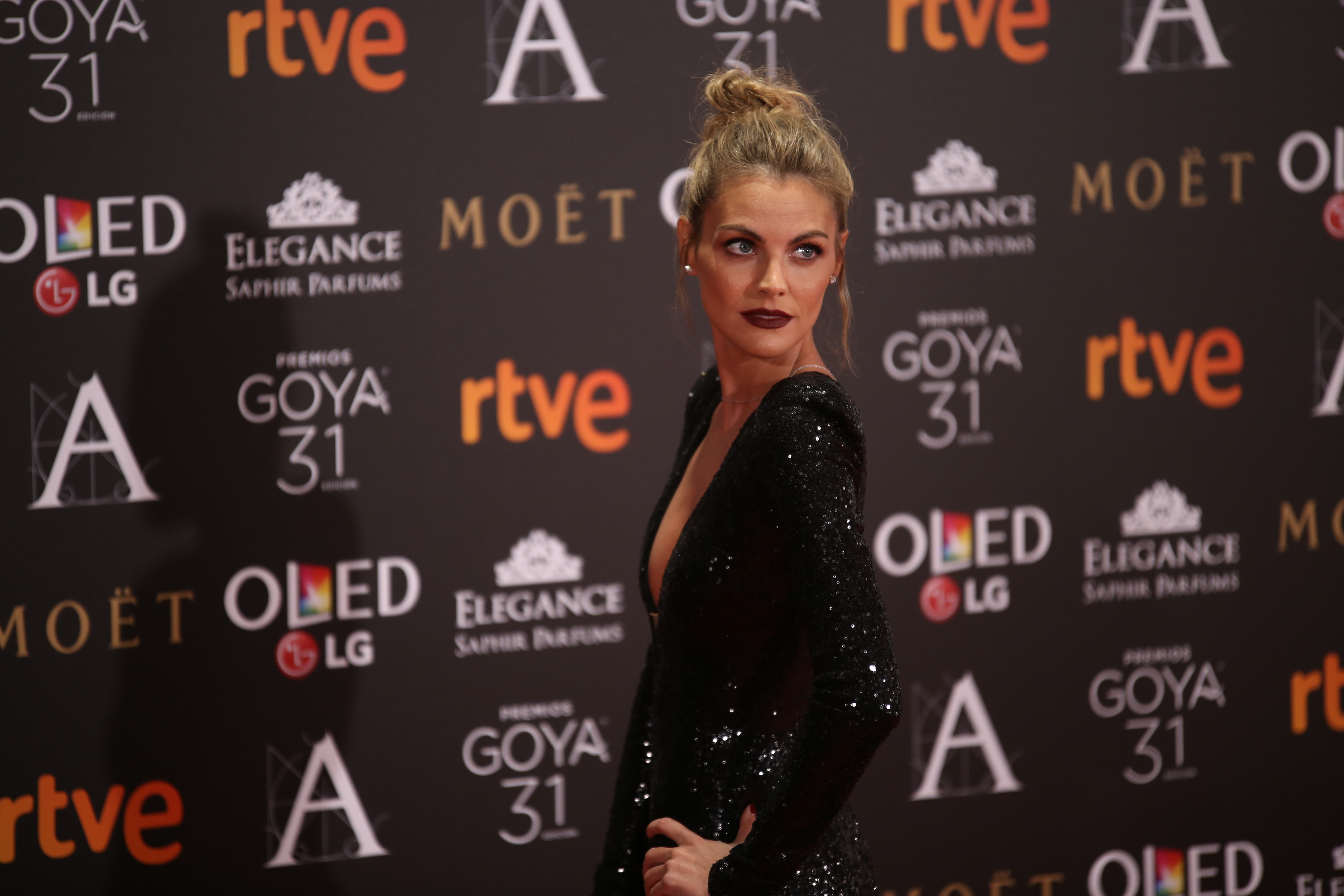
Amaia Salamanca interprète de Bárbara de Senillosa
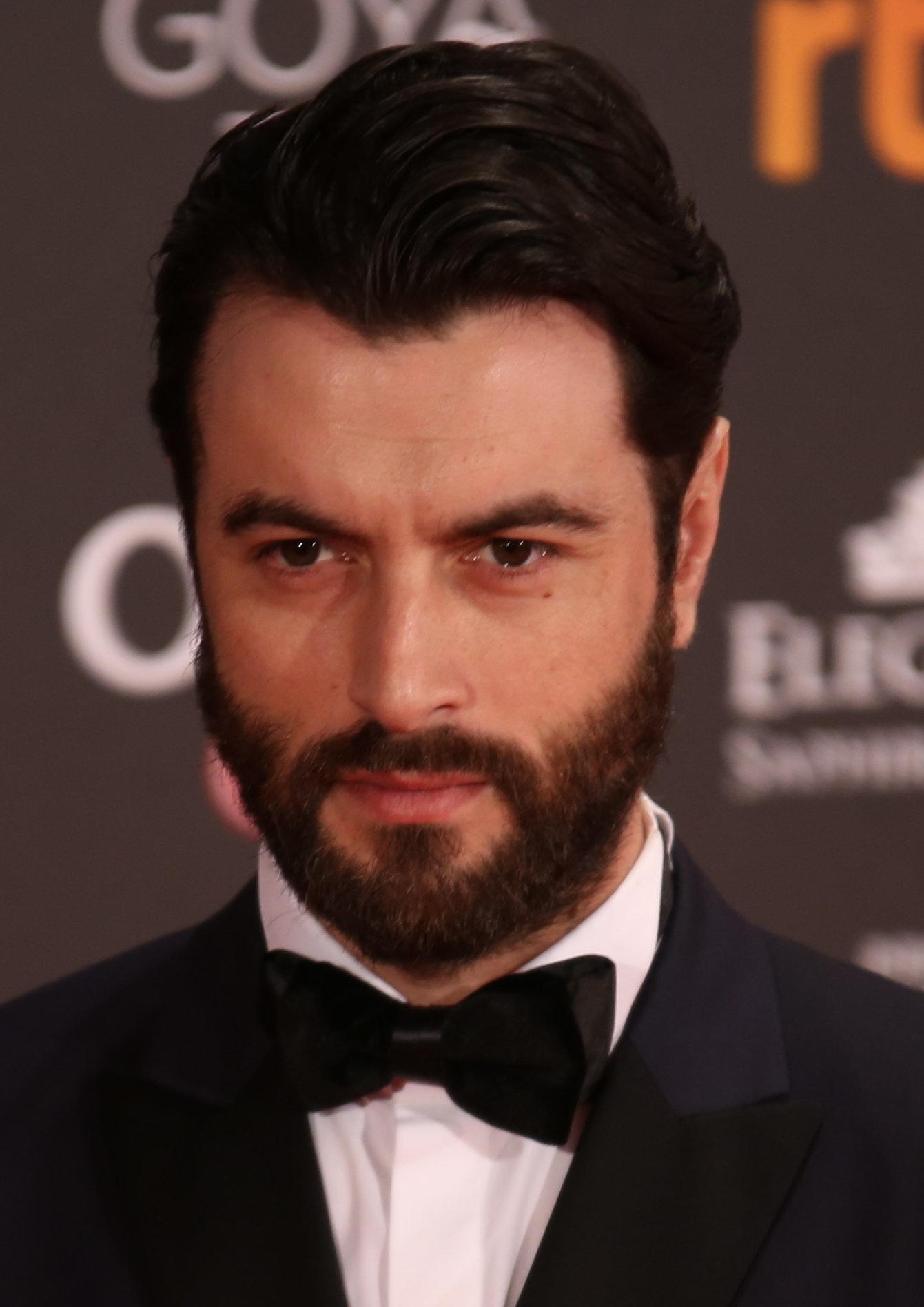
Javier Rey interprète de Mateo Ruiz Lagasca

## Épisodes

### Première saison (2017)
Composée de dix épisodes, elle fut diffusée entre le 22 septembre et le 26 novembre 2017.
1. Nouveaux Horizons (Nuevos Horizontes)
Après avoir passé 5 ans à New York avec Alberto et dirigé avec brio à distance les galeries, Ana est de retour en Espagne pour l’inauguration d’un nouveau magasin à Barcelone.
Eduard Godó, un puissant banquier, devient le principal investisseur dans ce nouveau magasin. Ana et Clara ont en effet réussit à gagner sa confiance lors d’un défilé placé sous la signe de la nouveauté et de la fraicheur. La soirée était par ailleurs dédiée à Rita, décédée il y 3 ans des suites de sa maladie.
Velvet obtient l’exclusivité de Guiliano pour commercialiser les créations du célèbre couturier, une aubaine pour les galeries. Par la même occasion, Enrique Otegui, directeur d’Otegui Communication, fait son retour.
Don Emilio arrive par surprise de Madrid à Barcelone pour voir sa nièce Ana et retrouver son épouse Blanca. Il meurt brutalement dans sa chambre d’hôtel. Un certain Sergio Godó fait irruption aux obsèques de Don Emilio et se présente comme étant son fils.
2. Qu'inaugurez-vous ? (Queda inaugurado)
Ana et Blanca ont fait leurs adieux à Don Emilio et reprennent désormais le travail aux galeries. Ana a pu avoir la confirmation que Sergio est bel et bien le fils légitime de Don Emilio. Elle lui accorde sa confiance et le poste de directeur financier des galeries.
Jonàs, désormais célèbre couturier, est de retour aux galeries avec Marie. Il va faire le choix de ne plus repartir à Paris pour reste auprès de son cousin Pedro, qui vit douloureusement depuis le mort de Rita.
Raùl De La Riva prend les rênes de la nouvelle école de couture des galeries Velvet.
3. L'Impératrice (La Emperatriz)
Ana retourne à New York pour retrouver Alberto et poursuivre le développement de Velvet. Clara dirige désormais seule la succursale de Velvet à Barcelone.
Tout est prêt pour l’ouverture des galeries. Cependant, les nouvelles ambitions et exigences de Godó, unique investisseur ayant accepté de financier le magasin, ne vont pas plaire à la direction de Velvet. Sergio entre en confrontation avec son père. Il demande à Clara de lui laisser champ libre pour trouver un autre investisseur. Le jour de l’ouverture, Velvet reçoit la visite de la danseuse de flamenco Carmela Cortés « L’impératrice » qui souhaite que Raùl De La Riva confectionne ses nouveaux costumes.
4. Changement de direction (Cuando de Rumbo)
Raùl finit par accepter de confectionner les costumes de Flamenco pour Carmela.
Sergio a échoué dans sa mission, il n’a pas réussi à trouver une autre banque. Il va faire un choix qui mettra en péril son avenir : vendre ses actions pour financer lui-même les galeries.
Barbara, l’ex épouse d’Enrique revient aux galeries pour lui annoncer qu’elle lui laisse le soin de s’occuper de leur fille Lourdes pendant quelque temps. La jeune fille effrontée au caractère bien trempé arrive aux galeries et séduit immédiatement Manuel, le fils de Pedro qui est pourtant sur le point de se marier avec Ines.
5. Une nouvelle opportunité (Una Nueva Opportunidad)
Elena Pons, une jeune femme ambitieuse et énergique, ex-fiancée de Sergio, fait irruption aux galeries avec une idée révolutionnaire : développer le bikini en Espagne. Elle souhaite lancer une collection exclusivement pour Velvet. D’abord réticente, Clara finit par accepter la proposition. Elena semble également vouloir récupérer le cœur de Sergio. Clara attend désespérément des nouvelles de Mateo.
6. Scandale aux galeries (Escándalo)
La presse espagnole découvre que Sergio n'est pas le véritable fils d'Eduardo Godó, face à cela, un immense scandale éclate et menace le quotidien des nouvelles galeries Velvet. Entre-temps une guerre entre Elena et Clara débute, laquelle des deux réussira à gagner le cœur de Sergio ? Clara arrive à trouver du réconfort auprès de Paloma et Marie. Cette dernière leur annonce lors d'une soirée entre fille qu'elle est amoureuse de Jonas.
7. L'Heure des annonces (Ahora o nunca)
À la suite du scandale de la famille Godó, les enfants Godó tournent le dos à leurs parents. Edouardo, victime d'une attaque cardiaque, ne peut pas réagir face à la situation.
Alors qu'il est enfin installé avec Manolito et Jonas, Pedro reçoit la visite inattendue de sa belle-mère qui lui amène une surprise de taille : ses jumeaux, Jorge et Michel. Le frère de Carméla avoue ses sentiments à Raùl. Enrique essaye de séduire Paloma et Jonas fait sa demande à Marie : qui accepte.
8. Salut Brigitte ! (Brigitte Bardot)
Marie annonce la nouvelle à tous. Quand Pedro l'apprend, les souvenirs de sa défunte Rita réapparaissent. Les galeries sont en ébullition avec l'arrivée de la star française : Brigitte Bardot qui vient poser pour la collection de bikinis, mais à peine arrivée, Carméla, jalouse, lui déclare la guerre. Clara et Elena sont dans une situation bien délicate et doivent alors régler les conflits entre les deux femmes.
9. Paris, je t'aime (París, Je t'aime)
Manolito prends enfin conscience de l'amour qu'il porte pour Lourditas et souhaite en finir avec Inès, mais de nouveaux obstacles les attendent. Carméla est ulcérée quand en répétition l'une de ses robes confectionnée par Raùl se craque. Eduardo décide de renvoyer le couturier. Mais face aux militantisme de Elena, Clara, Jonas et Sergio, Eduardo lui laisse une ultime chance : créer de nouvelles robes en une après-midi et les apporter le soir même à Paris. Manolito supplie son père pour faire partie du voyage afin de retrouver l'élu de son cœur mais la route est pleine de surprises. Sergio invite Clara pour un dîner en tête à tête durant lequel Matéo fait son apparition après une longue absence.
10. Un ultime adieu (El último adiós)
Le mariage de Marie et Jonas arrive à grands pas et la cérémonie réserve quelques surprises. Après des mois sans nouvelles de son époux, Mateo revient aux galeries et annonce à Clara qu'on lui offre une promotion à Londres. Réticante, Clara ne sait pas quoi répondre. Elle ne veut pas abandonner les galeries et surtout Sergio. Elena quant à elle, souhaite recommencer à zéro avec Sergio. Inès découvre la vérité sur Manolito/Lourditas. Patricia fait son entrée aux galeries au cours d'une soirée.

### Deuxième saison (2018)
La seconde saison de dix épisodes est diffusée du 13 septembre au 12 octobre 2018.
1. Un ordre singulier (Un encargo singular) : Jonas et Marie sont de retour de voyage de noces. Clara n'a finalement pas quitté Barcelone, pour rejoindre son époux à Londres quand elle a appris que des conflits entre Marcarenna et Eduardo pourraient mettre en péril les galeries et que Raul est gravement dans le coma. Mateo décide alors de réintégrer l'entreprise et c'est le moment que choisit : Patricia pour revenir au plus grands bonheur d'Enrique…
2. Une opération risqué (Una operación de riesgo)
3. Une visite inespéré (Una visita inesperada)
4. Le passé revient toujours (El pasado siempre vuelve)
5. Quand ce que tu espère arrive (Cuando menos te lo esperas)
6. Les milles et une nuit (Las mil y una noches)
7. Nouveaux Amours (Nuevos Amores)
8. Amitiés périlleuses (Amistades peligrosas)
9. Une nouvelle réalité (Una nueva realidad)
10. Joyeuses fêtes (Felices fiestas)

### Téléfilm (2019)
Le téléfilm Velvet : Un Noël pour se souvenir (Una Navidad para recordar) est diffusée à Noël 2019.

## Création du projet
Selon la Montée Ibérique en 2016, le final de la série a laissé un goût d'inachevé, ce qui laisse place à un spin-off. Les acteurs sembleraient tous d'accord, selon Teresa Valdés productrice de la série.
Le 11 février 2017, le site La Montée Ibérique confirme que Velvet aura une suite de dix épisodes baptisée Velvet Colección. Clara Montesinos (Marta HAZAS) et Mateo Ruiz Lagasca (Javier REY) seront les principaux protagonistes de cette nouvelle série.
La diffusion du premier épisode est prévue pour le 22 septembre 2017 sur la chaine Movistar+.
À la distribution : Marta Hazas, Javier Rey, Paula Echevarría, Adrián Lastra, Aitana Sánchez-Gijón, Asier Etxeandía, José Sacristán et Adriana Ozores.
Paula Echevarría ne devait paraitre que dans les deux premiers épisodes de ce spin-off. Toutefois, elle reste ouverte à l'idée d'un retour dans la série.
Les premières images du tournage ont été révélées par le site La Montée Ibérique et par la suite une vidéo a été publiée.
Dès la diffusion de la première saison, une seconde est annoncée le tournage débute dès mars 2018.

## Récompenses
- 2017 : Montée Ibérique Awards
  - meilleure actrice de télévision pour Marta Hazas
  - meilleure série dramatique